# 石倉三郎
石倉 三郎（いしくら さぶろう、1946年〈昭和21年〉12月16日 - ）は、日本の俳優・コメディアン 。香川県小豆郡内海町（現：小豆島町）出身。血液型はA型。4人兄姉の末っ子。所属事務所は株式会社GROW。身長170cm、体重65kg。現在は東京都在住。

## 来歴
小豆島での暮らしは貧乏で、長兄が映画館の映写技師、母親はいわゆる「もぎり」として働いており、潜り込んで映画は山ほど観ていた。それで知らず知らず俳優への憧れが芽生えた。特に三木のり平に憧れた。
中学1年生終わりに家族で大阪市鶴見区に転居。大阪市立緑中学校卒業後、私立の定時制高校に合格するも学費が捻出できず、兄の勤める会社に就職する。18歳で俳優を志し母親に毎月仕送りをする約束で上京。上京後は、青山のスーパーマーケットでアルバイトをしながら、劇団の研究生となる。
アルバイトの休憩時間に通っていた喫茶店で、常連だった高倉健から声をかけられ、1967年（昭和42年）、高倉の紹介で東映東京撮影所の大部屋俳優になる。高倉から「倉」の一字をもらい「石倉 三郎」を芸名にする。東映東京制作の任侠映画にエキストラとして出演するが、1972年（昭和47年）に東映退社。その後、舞台俳優やコメディアン、坂本九の専属司会などを経験した。
1975年（昭和50年）、チャップリンズを組んで演芸界へ転向し、日劇ミュージックホールでコントを披露。チャップリンズはコントチャップリンと名前を改めるが解散。1979年（昭和54年）、レオナルド熊とラッキーパンチを結成するも、すぐに解散。一時期は芸能界を引退してマザー牧場に関連する仕事をしていた。
1981年（昭和56年）、レオナルド熊とコント・レオナルドを結成（事実上の再結成）。1985年（昭和60年）、解散。以後は俳優に復帰。しばらくの間はお笑いタレントとして活動を並行し、『OH!たけし』や『風雲!たけし城』などのビートたけしの冠番組に出演していた。市川崑に重用されたことから、次第にバイプレイヤーとして活躍。
2016年（平成28年）、『つむぐもの』で映画初主演。

## 人物
- ビートたけしとは互いに浅草フランス座で下積みしていた頃からの仲である[21]。
- コント・レオナルド解散の原因は、レオナルド熊との公私両面にわたる深刻な不仲化が原因（詳細はコント・レオナルドを参照）[16]。石倉はコンビ解散後、1994年のレオナルド熊の死去・葬儀に参列するまで一切レオナルド熊と顔をあわすことはなかった[22]。
- 山田辰夫とも交流があり[19]、1988年に映画『独身アパートどくだみ荘』で共演している[23]。
- 橋爪功とは親交が深い[24][25]。『あさイチ』に橋爪がゲスト出演した際には「（橋爪の）唯一の友達ではないでしょうか。ほら、あの人（橋爪）、偏屈だから」とコメントしている[26]。
- 市川崑は石倉の個性に着目し、テレビでの演技をエッセイで称賛。『四十七人の刺客』にて重要な役に起用して以来、自らの死去までほとんどの作品に出演させた。いわゆる、市川崑ファミリー[27]の最終メンバーの1人となった、といえる。
- 所謂、喧嘩の強さでも知られており芸能界で歴代の強さを持つといわれることもあった[28]。

## 出演

### テレビドラマ

#### NHK総合
- 銀河テレビ小説
  - 新橋烏森口青春篇（1988年（昭和63年）11月21日から同年12月9日）[29]
- ドラマスペシャル
  - うさぎの休日（1988年（昭和63年）12月3日）[30]
  - 幸福な市民（1989年（平成元年）11月4日）[31]
- 連続テレビ小説
  - ひらり（1992年（平成4年）10月5日から1993年（平成5年）4月3日） - 深川銀次 役[32]
  - すずらん（1999年（平成11年）4月5日から同年10月2日） - 中村松吉 役[33]
  - だんだん（2008年（平成20年）9月29日から2009年（平成21年）3月28日） - 松本邦治 役[34]
  - 純と愛（2012年（平成24年）10月1日から2013年（平成25年）3月30日） - 金城志道 役[35]
  - ブギウギ（2023年（令和5年）放送予定） - 治郎丸和一 役[36]
- 金曜時代劇・時代劇ロマン
  - 宝引の辰捕者帳（1995年（平成7年）3月31日から同年8月18日） - 男十郎 役[37]
  - 夢暦 長崎奉行（1996年（平成8年）3月29日から同年9月6日） - 松山惣右衛門 役[38]
  - 物書同心いねむり紋蔵（1998年（平成10年）4月3日から同年9月4日）[39]
  - 藤沢周平の人情しぐれ町（2001年（平成13年）1月8日から同年3月26日） - 堀米屋清兵衛 役[40]
- 水曜シリーズドラマ
  - 松ヶ枝町サーガ（1996年（平成8年）6月26日から同年7月17日[注 1]）[41]
  - 棘・おんなの遺言状[注 2]（1997年（平成9年）4月2日から同年5月7日）[42]
  - 私の中の誰か〜買い物依存症の女たち[注 3]（1998年（平成10年）5月6日から同年6月17日）[43][44]
- 正月時代劇
  - 上杉鷹山 二百年前の行政改革[注 4]（1998年（平成10年）1月1日） - 北沢五郎兵衛 役[46]
  - 加賀百万石 母と子の戦国サバイバル[注 5]（1999年（平成11年）1月3日[注 6]）[47]
- 大河ドラマ
  - 葵 徳川三代（2000年（平成12年）1月9日から同年12月17日） - 青山忠俊 役[50]
  - 功名が辻（2006年（平成18年）1月8日から同年12月10日） - 前野将右衛門 役[51]
- 川、いつか海へ〜6つの愛の物語[注 7]（2003年（平成15年）12月21日から同年12月26日[注 8]） - 大坪 役[53]
- 連続ドラマ・よるドラ
  - 笑う三人姉妹（2005年（平成17年）5月16日から同年6月16日） - 塚越吾一 役[54]
- 月曜ドラマシリーズ
  - ハチロー[注 9]（2005年（平成17年）1月24日から同年3月21日）[56]
- 土曜ドラマ
  - 刑事の現場（2008年（平成20年）3月1日から同年3月29日） - 野下浩美 役[57]
  - 再生の町（2009年（平成21年）8月29日から同年9月26日）[58]
- 万葉ラブストーリー春（2009年（平成21年）5月22日）[59]
- ドラマスペシャル
  - 大阪ラブ&ソウル この国で生きること[注 10]（2010年（平成22年）11月6日）[60][61]
- 土曜時代劇
  - 隠密八百八町（2011年（平成23年）1月8日から同年3月26日） - 唐沢伴内 役[62]
- 土曜ドラマスペシャル
  - 神様の女房（2011年（平成23年）10月1日から同年10月15日） - 亀山長之助 役[63]
- ドラマ10
  - 愛おしくて（2016年（平成28年）1月12日から同年3月1日） - 熊本はじめ 役[64]
- 永遠のニㇱパ 北海道と名付けた男 松浦武四郎[注 11]（2019年（令和元年）6月7日[注 12]） - 新堂佐七郎 役[66]

#### NHK BSプレミアム
- BS時代劇
  - 火怨・北の英雄 アテルイ伝（2013年（平成25年）1月11日から同年2月01日） - 諸絞 役[67]
  - 小吉の女房（2019年（平成31年）1月11日から同年3月1日） - 利平治 役[68][69]
- スペシャル時代劇
  - 大岡越前（2013年（平成25年）3月30日から同年6月15日） - 鳴海屋万蔵 役[2]
- さぬきうどん融資課（2014年（平成26年）5月21日） - 三原五郎 役[70]

#### 日本テレビ
- 事件記者チャボ! #22（1984年） - 猿田 役
- 火曜サスペンス劇場
  - 「松本清張スペシャル・夜光の階段」（1986年） - 江頭善造 役
  - 「恋の友だち」（1989年）
  - 「臨床心理士2」（2000年）
  - 「考古学者佐久間玲子」（2001年）
  - 「松本清張スペシャル・鬼畜」（2002年） - 三上進 役
  - 「十二月の花嫁」（2002年）
  - 「震える手」（2003年）
  - 「警部補 佃次郎(19)」（2004年） - 伊藤卓治 役
  - 「ドクターヘリ緊急外科医・若月灯子」（2005年）
- 木曜ゴールデンドラマ「マルタの女」（1988年、読売テレビ）
- 家なき子（1994年） - 靴磨き職人役
- 静かなるドン（1994年） - 川西部長 役
- 江戸の用心棒 第1シリーズ 第6話「馬の脚、めざし一匹三千両」（1994年） - 中村仲蔵 役
- 寝たふりしてる男たち（1995年、読売テレビ） - 野末権太 役
- たたかうお嫁さま（1995年）
- 新宿暴走救急隊 第3話（2000年） - 土屋 役
- 彼女が死んじゃった。（2004年） - 井上善吉 役
- 二十四の瞳（2005年）
- たそがれ葬儀屋探偵の災難（2005年）
- 伝説の美容師 山野愛子物語（2006年）
- たぶらかし-代行女優業・マキ- 第11話（2012年、読売テレビ） - 郷田堅造 役

#### TBS
- 噂の刑事トミーとマツ 第8話（1979年） - 地面師 役 ※ラッキー三郎 名義
- 家族ゲームII（1984年） - シゲル 役
- ザ・サスペンス
  - 「熊さんの警察手帳」（1984年）
- 花田春吉なんでもやります（1985年） - 清さん
- 幕末青春グラフィティ 福沢諭吉（1985年）
- 親子ゲーム（1986年） - 大塚巡査 役
- パナソニック ドラマシアター
  - 水戸黄門
    - 第16部 第21話「友禅救った大芝居 -金沢-」（1986年9月15日） - 玉吉 役
    - 第38部 第21話「父帰る!ここは下田の湊町 -下田-」（2008年6月9日） - 留吉 役
    - 第43部 第17話「疑惑に満ちた雨の宿 -木更津-」（2011年11月14日） - 多吉 役

  - 大岡越前 第13部 第25話「大工と左官の意地比べ」（1993年5月3日） - 朝吉
- 親子ジグザグ（1987年） - 宮下薬局の店主 役
- 親子万才（1987年）
- 親子ウォーズ（1988年）
- お見合いフルコース（1988年）
- とんぼ（1988年） - 鉄 役：小川英二（長渕剛）の兄弟分
- 差し入れ屋さん物語（1989年）
- スクラップ（1989年）
- 小春の春（1989年）
- はいすくーる落書（1989年） - 児玉先生 役：生徒指導格の教師
- ホットドッグ（1990年） - 藤山木久造 役
- パラダイスにっぽん（1990年）
- 月曜ドラマスペシャル
  - 「塀の中のプレイ・ボール」（1990年）
  - 「代議士秘書の犯罪」（1990年）
  - 「兄貴に乾杯2」（1991年）
  - 「仮出所」（1991年）
  - 「不連続爆破事件」（1991年）
  - 「ヒデとロザンナ物語 愛の奇跡」（1991年）
  - 「松本清張作家活動40年記念 黒い画集 坂道の家」（1991年）
  - 「テキ屋の信ちゃん」（1991年〜1995年）
  - 「三浦海岸魚河岸物語」（1991年）
  - 「あにき」（1992年）
  - 「早乙女千春の添乗報告書4 伊豆湯けむりツアー殺人事件」（1996年） - 刑事 役
  - 「実演販売人・轟安二郎」（2000年）
- 月曜ゴールデン
  - 「追跡〜失踪人捜査官・石森新次郎」（2008年1月28日）
  - 「ヤメ判 新堂謙介 殺しの事件簿」（2011年4月4日） - 徳田刑事
  - 「人間再生・工場長 岡田岩児」（2011年7月11日） - 橋本秀次郎
  - 「警視庁機動捜査隊2162 危険な女たち」（2011年10月31日） - 堀田睦夫
  - 「財務捜査官 雨宮瑠璃子8」（2014年7月21日） - 南雲大作
- 月曜名作劇場
  - 「西村京太郎サスペンス 十津川警部シリーズ4 愛と裏切りの伯備線」（2017年10月16日） - 朝妻浩一郎 役
- 予備校ブギ（1990年）
- 俺達に明日は来るのか（1991年）
- 家族写真（1991年）
- あの日の僕をさがして（1992年） - 田中一郎 役
- 夫婦さかだち（1992年）
- 青い鳥みつけた!（1992年）
- 課長サンの厄年（1993年） - 服部金次 役
- RUN（1993年） - 亀屋順吉 役
- 私は貝になりたい（1994年）
- オトコの居場所（1994年） - 岡田運転手 役
- 月曜ミステリー劇場
  - 「陰の季節2 動機」（2001年）
  - 「ひまわりさん〜遺失物係を命ず!」（2004年）
- 好きやねん父ちゃん（1994年）
- 冠婚葬祭部長（1996年） - 武藤清吉 役
- この街が、好きやねん（1996年）
- 協奏曲（1996年） - 岡義人 役
- 理想の上司（1997年） - 難波保 役
- 戦友（1997年）
- 海まで5分（1998年） - 桑原卓造 役
- ピュア・ラブI、II、III（2002年、2003年、毎日放送） - 白井昭彦 役
- 赤糸禅（2002年、毎日放送）
- 少年（2002年）
- 龍神町龍神十三番地（2003年）
- 昔の男（2001年） - 原昇太郎 役
- 3年B組金八先生 第7シリーズスペシャル（2005年） - 上林 役
- 新・いのちの現場から2（2006年、毎日放送） - 中津川五郎 役
- 夫婦道第1シリーズ、第2シリーズ（2007年、2009年） - 山崎昌弘 役
- お・ばんざい!（2007年、毎日放送）
- 3年B組金八先生 第8シリーズ（2007年） - 諏訪部政吉 役
- 夫のカノジョ（2013年） - 杉下鉄男 役
- 下町ロケット（2015年） - 桜田章 役[71]
- 神の舌を持つ男（2016年） - 板倉肇（町長）

#### フジテレビ
- 月曜ドラマランド
  - 「新・翔んだカップル」（1984年）
  - 「ぐうたらママ3」（1984年）
  - 「さよなら!ぐうたらママ」（1984年）
  - 「いたずらキャンパスギャル・突撃としこ」（1984年）
  - 「意地悪お手伝いさん3」（1985年）
  - 「意地悪ばあさん3」（1985年）
  - 「もーれつア太郎」（1985年）
  - 「おとぼけ駅員キップくん2」（1986年）
  - 「包丁人味平」（1986年）
  - 「未亡人は17才」（1986年）
- ポケットに手を入れるな!（1986年、関西テレビ）
- 意地悪ばあさんスペシャル（1988年、月曜ドラマランド終了後の単発分）
- 花のあすか組! 第16話「4番ピッチャーあすか」（1988年） - 大山監督 役
- 世にも奇妙な物語『時間よ止まれ』（1991年） - 谷先生
- しゃぼん玉（1991年） - 山崎昌弘 役
- 金曜エンタテイメント
  - 「おふくろシリーズ(11)おふくろの逆襲」（1995年）
  - 「猟犬探偵・竜門卓」（1999年）
  - 「おかしな二人」（2000年）
  - 「所轄刑事」（2004年）
- 盤嶽の一生 第1話「わが愛刀よ」-三輪嘉五郎（2002年）
- ゴールデンシアター「黒い十人の女」（2002年）
- 貫太ですッ!（2003年） - 伊達信助 役
- 剣客商売スペシャル「決闘・高田の馬場」（2005年） - 谷万右衛門 役
- 鬼平犯科帳スペシャル 引き込み女（2008年10月17日）
- 新春ドラマスペシャル「福助」（2010年、東海テレビ）
- 金曜プレステージ
  - 「ドクター小石の事件カルテ(4)」（2008年2月22日）
  - 「津軽海峡ミステリー航路(8)」（2009年）
  - 「医療捜査官 財前一二三(3)」（2012年8月3日） - 六車善治刑事 役
  - 「深川東署・特命人情捜査班 朝田真平」（2014年7月18日） - 本宮源太郎 役
- 夢の見つけ方教えたる!2（2010年3月13日）
- 名古屋やっとかめ探偵団（2010年6月20日、東海テレビ）
- どえりゃあ婆ちゃん探偵団〜湯けむりパラダイスの怪事件〜（2011年1月4日、東海テレビ）
- ミス・パイロット（2013年） - 手塚茂雄 役
- 明日の光をつかめ -2013 夏-（2013年、東海テレビ） - パン屋の客 役
- 残念な夫。（2015年） - 牧田仁輔
- 潔癖クンの殺人ファイル3（2017年） - 入江幹雄

#### テレビ朝日
- ザ・ハングマンV（1986年）
- 花ふぶき女スリ三姉妹（1988年）
- 丹波哲郎ミステリー劇場「夢占い」（1989年）
- 必殺スペシャル・新春 大暴れ仕事人! 横浜異人屋敷の決闘（1990年） - 武蔵屋久六 役
- 土曜ワイド劇場
  - 「美しい人妻の危険な旅」（1990年）
  - 「南紀殺人回流」（1993年）
  - 「ブルートレイン"はやぶさ"殺人事件」（1993年）
  - 「“繭の密室”連続殺人事件」（1998年） - 倉田義男 役
  - 「万引きウォッチャー小林みなみ事件日誌」（2000年）
  - 「京都マル秘仕事人3」（2002年11月16日）
  - 「新・赤かぶ検事奮戦記シリーズ」（2002年 - 、朝日放送） - 溝口警部 役
  - 「遺言執行人」（2003年）
  - 「明智小五郎VS金田一耕助」（2005年） - 武藤明憲 役
  - 「京都殺人案内(29)」（2006年）
  - 「路〜終着駅の牛尾刑事VS事件記者冴子」（2007年）
- 宣伝屋マリちゃん（1992年）
- はぐれ刑事純情派VII（1994年） - 作田一平 役
- Change!（1995年） - 倉田剛 役
- 大追跡!江戸〜上州〜みちのく〜四国（1997年、朝日放送）
- 新・御宿かわせみ（1997年）
- 八丁堀の七人（2000年 - 2006年、テレビ朝日） - 磯貝総十郎 役：北町奉行所筆頭同心
- 鉄道員/青春編（2002年）
- 京都迷宮案内5（2003年）
- 弟（2004年） - タクシー運転手 役
- 刑事部屋 第7話（2005年）
- 素浪人 月影兵庫 第1話（2007年）
- ミヤコ蝶々ものがたり（2007年）
- 白虎隊（2007年） - 萱野権兵衛 役
- 必殺仕事人2009 第4話（2009年2月6日） - 杉内久左衛門 役
- 王様の家（2011年10月 - 12月、BS朝日） - 牧野智孝 役
- 警視庁捜査一課9係 season9 第1話（2014年7月9日） - 八木章雄 役
- 特捜9season2 第1話（2019年4月10日） - 足代新市 役
- 無用庵隠居修行4（2020年） - 音五郎 役

#### BS朝日
- 無用庵隠居修行4（2020年9月22日） - 音五郎 役

#### テレビ東京
- 若き血に燃ゆる〜福沢諭吉と明治の群像（1984年1月2日）
- 新・花の聖カトレア学園（1985年）
- ドラマ女の手記「新宿盛り場 看護婦日記」（1986年）
- 新・パパ!こげてるヨ!（1987年）
- あぶない少年（1988年）
- 眼中の悪魔（1989年）
- クリスマスキス〜イブに逢いましょう（1995年）
- 刑事追う!（1996年） - 若林刑事 役
- 人間の証明 2001（2001年） - 新見隆 役
- 松本清張特別企画・ガラスの城（2001年） - 鳥飼警部 役
- 天使の傷痕（2001年）馬場彰
- 私はやってない!痴漢えん罪殺人連鎖（2002年）
- さすらい署長 風間昭平1、2、6、11、15、16、スペシャル（2003年、2004年、2007年、2022年、2023年） - 村里耕二[72]
- 弁護士晴枝・法律の落とし穴（2004年）
- 京刑事真行寺メイ1、2（2003年、2005年）
- 渡された場面（2005年）
- 水曜ミステリー9
  - 芸者小春姐さん奮闘記シリーズ（2005年 -） - 笈川虎松 役：銭湯「虎ノ湯」主人
  - 警視庁黒豆コンビ 怒りの捜査網(3)（2007年）
  - 旅行作家・茶屋次郎(8)（2008年）
  - 街占師 〜北白川晶子の事件占い〜(2)（2012年） - 西山善門 役
  - ハガネの警察医（2015年） - 小嶋靖史 役
- 逃亡者 おりん（2008年） - 仁平 役
  - SP「紅蓮の巻」
  - SP「烈火の巻」
- 雪冤（2010年） - 元刑務官
- 忠臣蔵〜その義その愛（2012年） - 吉五郎 役
- 孤独のグルメ Season3 第1話（2013年7月10日） - 中年男性客 役
- 新春ワイド時代劇「影武者 徳川家康」（2014年1月2日） - 門奈助左衛門 役
- 昼のセント酒 第10湯（2016年） - 駒田 役[73]
- 晩酌の流儀 第1話（2022年） - 大山田健 役
- ザ・タクシー飯店 第7話（2022年） - 大山茂 役
- さすらい署長 風間昭平スペシャル「とやま庄川峡殺人事件」（2024年） - 村里耕二 役[74]

#### WOWOW
- 娘の結婚（2003年）
- イヴの贈り物（2007年）

#### その他
- 浅草キッドの「浅草キッド」（2002年、スカイパーフェクTV!） - 深見千三郎 役
- 龍虎の理（2021年5月28日、日本映画専門チャンネル）

### 映画
- 経験（1970年、東映） - ラスト1分前カウンターで飲んでる客 役
- 不良番長一攫千金（1970年、東映）
- 捨て身のならず者（1970年、東映）
- 新網走番外地 大森林の決斗（1970年、東映）
- 新宿の与太者（1970年、東映）
- 新網走番外地 吹雪のはぐれ狼（1970年、東映）
- ごろつき無宿（1971年、東映）
- 新網走番外地 嵐呼ぶ知床岬（1971年、東映）
- 男はつらいよ 口笛を吹く寅次郎（1983年）
- 魚影の群れ（1983年） - 水産業者・岸本 役
- 祝辞（1985年） - 電車で独り言を言う男 役
- 哀しい気分でジョーク（1985年） - 佐川六助 役
- キネマの天地（1986年） - 看守 役
- 愛しのチィパッパ（1986年） - 由紀の愛人 役
- ハチ公物語（1987年） - 町田巡査 役
- 刑事物語5 やまびこの詩（1987年） - 人質犯 役
- 死線を越えて 賀川豊彦物語（1988年） - 丸井徳次 役
- 椿姫（1988年） - 鎌田 役
- 独身アパートどくだみ荘（1988年） - ヤクザ風の男 役
- オルゴール（1989年） - 仙吉 役
- ペエスケ ガタピシ物語（1990年） - 部長 役
- 四十七人の刺客（1994年） - 瀬尾孫左衛門 役
- 八つ墓村（1996年） - 徳之助 役
- 岸和田少年愚連隊（1996年） - 利男 役
- 英二（1999年） - 堂本高志 役
- 新撰組（2000年） - 芦沢鴨 役（声の出演）
- どら平太（2000年） - 巴の太十 役
- かあちゃん（2001年） - 熊五郎 役
- 極道の妻たち 地獄の道連れ（2001年） - 早崎邦男 役
- およう（2002年）
- 浅草キッドの「浅草キッド」（2002年）
- 座頭市（2003年） - 扇屋 役
- 黒いダイヤ（2005年） - ナレーション
- ヒョンジェ（2006年）
- 無花果の顔（2006年） - 父 役
- 犬神家の一族（2006年） - 藤崎鑑識課員 役
- 相棒 -劇場版II- 警視庁占拠! 特命係の一番長い夜（2010年） - 三宅貞男 役
- 大地の詩 -留岡幸助物語-（2011年） - 留岡金助 役
- あなたへ（2012年） - 漁協役員 役
- 瀬戸内海賊物語（2014年） - 町長 役
- コンビニ夢物語（2016年） - 坂上幸造 役
- つむぐもの（2016年） - 主演・剛生 役[3]
- オケ老人!（2016年） - 戸山 役
- ふたりの旅路（2016年） - 和食店オーナー 役
- オボの声（2016年）
- 生きる街（2018年） - 佐藤俊之 役（写真）
- あるいは、とても小さな戦争の音（2018年） - 品川 役
- こはく（2019年） - 宮本哲郎 役
- ハザードランプ（2022年、公開中止、東映ビデオ） - 黒沢 役
- 虎の流儀 ～激突！ 燃える嵐の関門編～（2022年9月30日） - 富岡一家親分
- それいけ!ゲートボールさくら組（2023年） - 花田菊男 役
- 新米記者トロッ子 私がやらねば誰がやる!（2024年） - 山本 役[75]
- 父と僕の終わらない歌（2025年）[76]

### 舞台
- 3年B組金八先生 -夏休みの宿題-（2003年・明治座、2005年・御園座）
- ゴドーを待ちながら（2011年、新国立劇場） - エストラゴン役
- 陽だまりの樹（2012年、サンシャイン劇場、新歌舞伎座、中日劇場） - 手塚良仙役
- パルコ・プロデュース2022 舞台「桜文」（2022年9月5日 - 25日、PARCO劇場 / ほか大阪・愛知・長野公演）- 髪結い与平 役[77]
- カルメン故郷に帰る（2024年8月17日 - 9月21日、新橋演舞場 ほか） - 青山正一 役[78][79]
- 方南ぐみ企画公演 朗読劇「青空」（2025年2月8日、俳優座劇場）[80]

### バラエティ
- 痛快なりゆき番組 風雲!たけし城（TBS） - 家老 役
- スーパージョッキー（日本テレビ）
- 所さんの家族まるだし（テレビ朝日）
- 生中継 ふるさと一番!（NHK）
- いい旅・夢気分（テレビ東京）
- クイズところ変れば!?（テレビ東京）（不定期）
- ダウンタウンのガキの使いやあらへんで!!（日本テレビ）の企画笑ってはいけないシリーズの絶対に笑ってはいけない新聞社24時と絶対に笑ってはいけないホテルマン24時 - いずれもカバンの中から登場
- 映画酒（2016年1月 - 、映画・チャンネルNECO） - 司会[81]

### ラジオ
- 石倉三郎のどーん!と土曜ワイド（1996年10月5日 - 1998年12月26日、文化放送） - パーソナリティ
- FMシアター「海を渡る日」（2012年9月29日、NHK-FM、NHK高松放送局制作）

### その他
- 短編映画 「気づかなくてごめんね」（2019年9月） 監督　犬童一利
- うどん県（2011年10月 - 、香川県）
- コラム「粋に生きたい!」（二十四の瞳映画村）[82]

### CM
- レンタルのニッケン （1985年、レオナルド熊と共演）
- トヨタ自動車「スプリンター」（1997年、長塚京三と共演）
- ダイハツ工業「タント」（2013年、青木崇高、菅野美穂と共演）
- P&G「ボールド」（2015年）
- J:COM MOBILE
- 衛星放送協会（不正アップロード防止キャンペーン、2018年 -）

## 受賞歴
- 第2回 プラチナエイジスト・特別賞（2016年）[83]

## 脚註

### 註釈
1. ↑  先ず衛星第2テレビジョンで1995年（平成7年）10月15日から同年11月5日まで放送した[41]。
2. ↑  番組名は日本放送協会のウェブ・ページの表記に従った[42]。
3. ↑  番組名は日本放送協会のウェブ・ページの表記に従った[43]。
4. ↑  番組名は日本放送協会のウェブ・ページの表記に従った[45]。
5. ↑  番組名は日本放送協会のウェブ・ページの表記に従った[47]。
6. ↑  総合テレビジョンでの放送に先駆けて、1999年（平成11年）1月1日に「ハイビジョン実用化試験放送」で放送した[48][49]。
7. ↑  番組名は日本放送協会のウェブ・ページの表記に従った[52]。
8. ↑  総合テレビジョンでの放送に先駆けて、2003年（平成15年）12月20日に「BSデジタル放送」で全6話を放送した[53]。
9. ↑  番組名は日本放送協会のウェブ・ページの表記に従った[55]。
10. ↑  番組名は日本放送協会のウェブ・ページの表記に従った[60]。
11. ↑  番組名は日本放送協会のウェブ・ページの表記に従った[65]。
12. ↑   2019年（令和元年）6月7日の放送は北海道内7局のみで、同年7月15日に全国放送番組として「再放送」した[66]。